# 正泰集团
正泰集团股份有限公司，簡稱正泰集团，是中华人民共和国的一家能源相关产品制造商，总部位于浙江省温州市乐清市。公司的历史可追溯至1984年建立的乐清县求精开关厂，1991年求精开关厂分设后组建中美合资企业，1994年成立正泰集团。目前集团业务遍及世界140多个国家和地区，2022年位居中国民营企业500强第82位。正泰集团亦为温州民商银行的控股股东。
正泰集团旗下拥有多家子公司，其中主营板块低压电器与光伏电站业务由浙江正泰电器股份有限公司（上交所：601877，简称正泰电器）负责。正泰电器持有中控技术8.26%股权。

## 历史

### 前身
1984年2月，乐清县求精开关厂成立，最初的创办人是胡成中和他的两位朋友，几个月后两位朋友因业务开拓困难退出。6月8日，胡成中与8人签订《合作经营企业协议书》。1984年7月，南存辉应老同学胡成中的邀请加入求精开关厂。1986年，8人所持有的求精开关厂股权全部转让予胡成中，同时南存辉作为新的出资人对乐清县求精开关厂出资1.5万元，自此双方各持一半的股权。当时南存辉提出用赚到的钱买检测和试验设备，申请生产许可证，还专门到上海请三位技术员。1988年，求精开关厂先后建立热继电器实验室，并向当时的政府部门申请三种规格的低压电器产品生产许可证。

### 分设与初步发展
1990年10月，由于南存辉和胡成中经营理念不同，求精开关厂按产品划分为两个车间（又称“在内部分割企业资产”），各自独立核算。1991年，两个车间又演变为两个分厂。此后由南存辉控制的一厂（原乐清县求精开关厂二车间）与美国公民黄李益合资设立“温州正泰电器有限公司”；而胡成中控制的二厂（原乐清县求精开关厂一车间）改制为“乐清德力西电子元件厂”（现为德力西集团）。南存辉为公司取名“正泰”寓意“正气泰然，三阳开泰”，意即要正道经营，要为人讲正气，要做正宗产品。1993年，工厂分设完成工商登记，原乐清县求精开关厂注销。
1990年代初，正泰产品首度进入海外市场。第一个合作的是希腊代理商，其收到货物后便以客户利益为重的做法而受到赞扬，其后开展了为期15年的合作。1993年，集团总部正泰大厦建成投用。当时的温州低压电器产业多次因假冒伪劣被整顿，因此正泰提出了“重塑温州电器新形象”的口号。
1993年，正泰集团先后在上海、西安、郑州、济南等城市组建销售公司，设立特约经销点，初步构建成销售网络；1996年成立专门国际贸易机构，先后在欧洲、北美洲、中东等地区建立办事处和销售机构20余个。
1994年2月2日，温州市政府发文批准组建温州正泰集团，以乐清县求精开关一厂为主体组建，这是乐清地区首家企业集团，也是中国大陆工业电器行业首家民营企业集团公司。当年，南存辉通过出让股份控股参股或者投资合作企业，完成了对38家合作企业的兼并，其个人股份下降到40%左右。乐清当地一些没有生产许可证而无法生产的电器企业为免于破产，转投正泰旗下，净资产从不足400万元上升至5000万元。同年秋季，施耐德电气商务代表访问正泰期间，计划收购正泰80%的股权，但遭到拒绝。1998年施奈德战略发展部经理再提出控股正泰51%的股权，再次被拒绝。在两次谈判失败后，施耐德先后在杭州和北京起诉正泰侵权，但施耐德的最终目的是并购正泰。
1995年11月，正泰集团晋升为无区域性全国大型企业集团，这是中国大陆低压电器行业首家国家级乡镇企业和乡镇企业集团。
1997年7月21日，由正泰集团联合陈国良等25名自然人发起成立浙江正泰电器股份有限公司。为组建公司，正泰集团决定将“五公司”、“六公司”、“七公司”及温州正泰集团三洋电器厂等五家企业中与低压电器产品生产有关的主要经营性资产及相应负债投入正泰电器。至当年8月时，正泰集团共有二十个以“公司”命名的非公司制法人实体。同年，正泰与上海理工大学合作，创办上海理工大学正泰学院，定期对企业中层管理人员和科研人员进行培训。
1998年，为克服由于多种产权关系所导致的企业集团运作弊端，南存辉再次通过给管理技术经营人员等转让股份，将“知识和本领入股”，对低压电器部分股权转让予公司技术人员，并在集团内推行股权配送制度。此时的南存辉个人股份下降到总股份的20%。
2003年9月，正泰集团建立新闻发言人制度，此举是中国大陆民营企业首例。
2004年10月，正泰集团改制为股份有限公司，同时对在公司发展过程中作出贡献的人员（公司管理人员、技术骨干等）进行股权激励。

### 巅峰发展

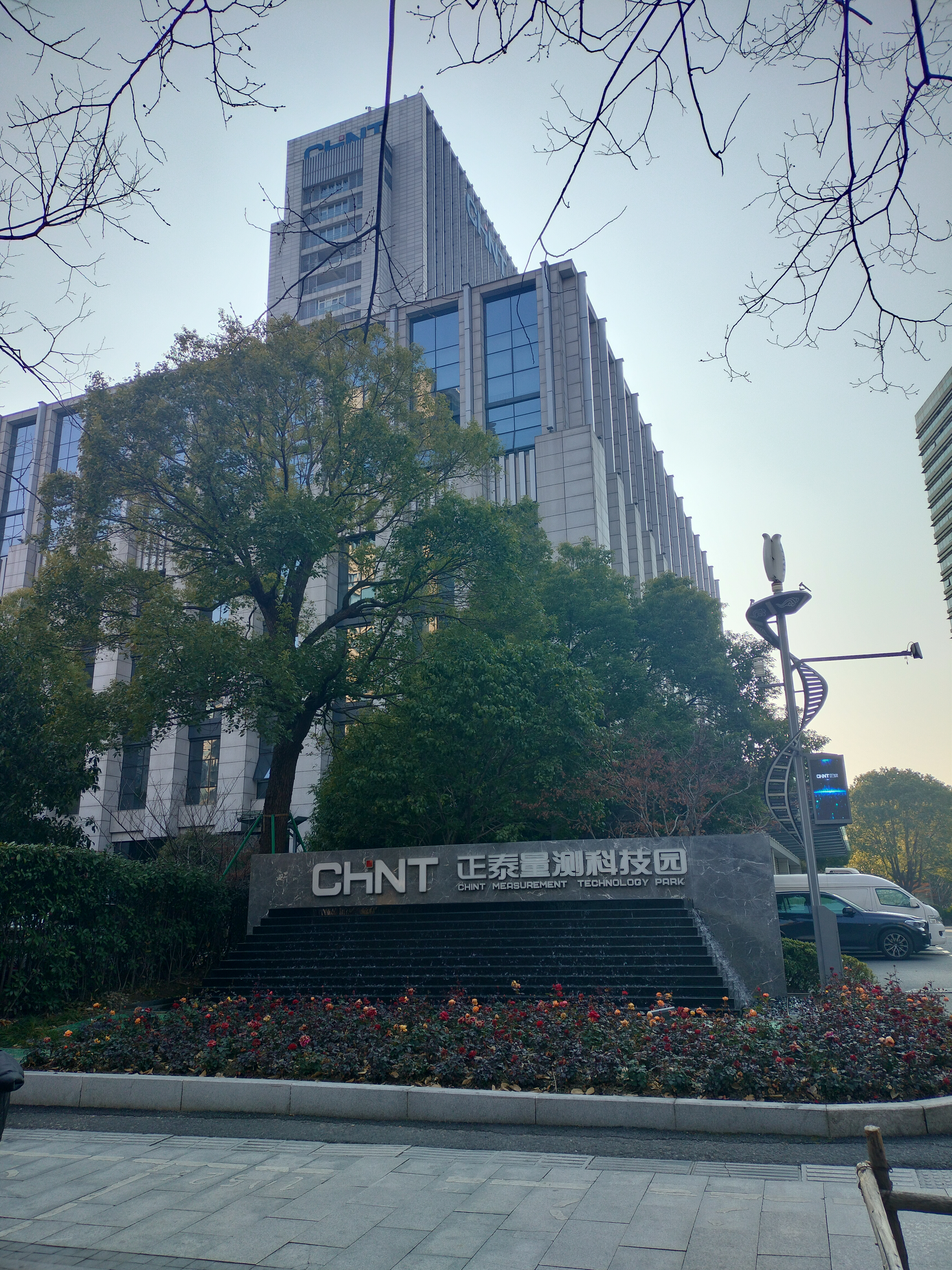
正泰集团杭州分公司位于滨江正泰量测科技园

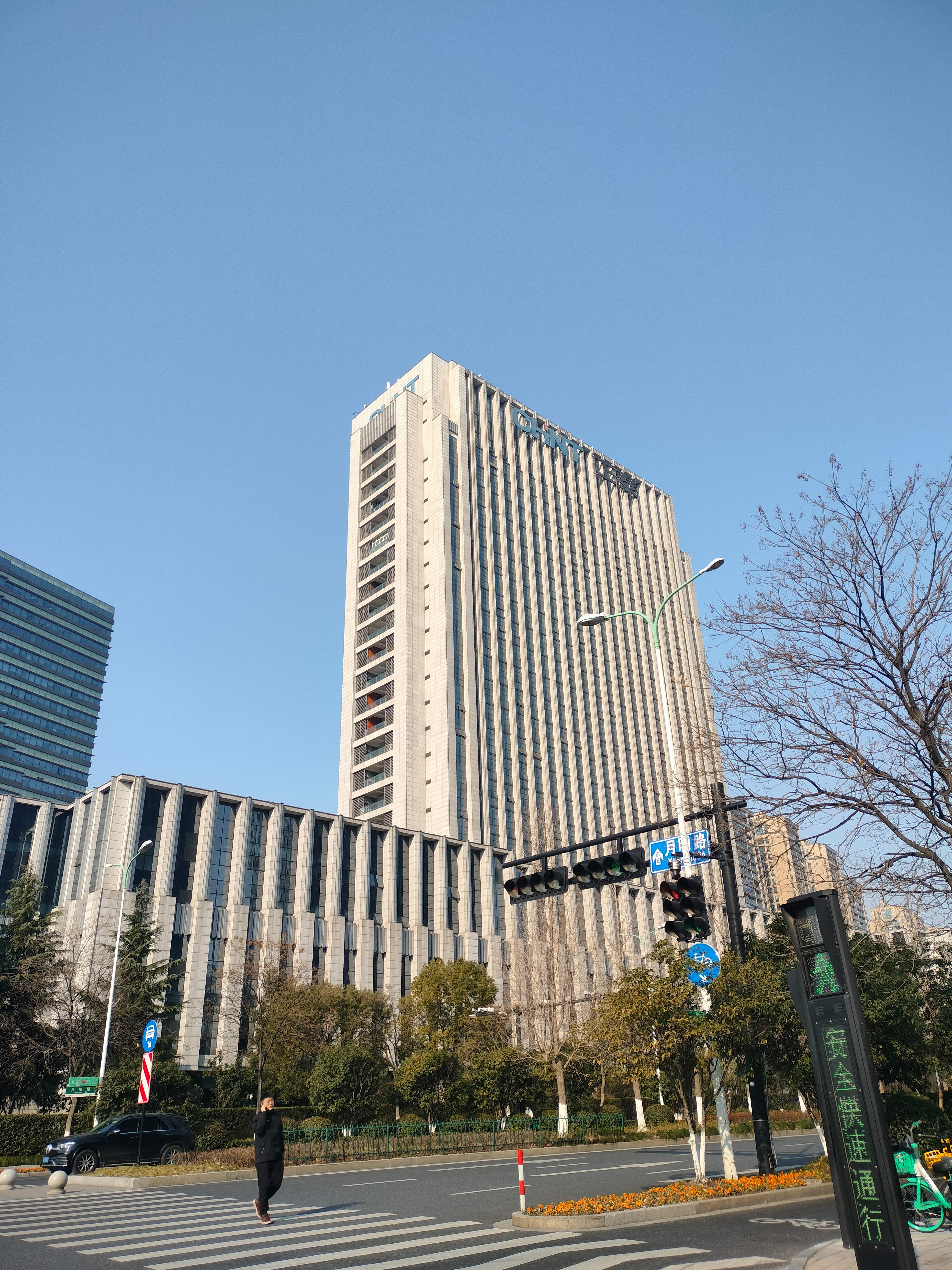
正泰集团杭州分公司大楼

2006年，正泰集团注册成立浙江正泰太阳能科技有限公司，正式进入太阳能行业；并建立了中国大陆第一条太阳能电池全自动生产线。2007年开展二期项目，用于量产第二代薄膜太阳能电池。
2007年6月14日，正泰集团宣布将在上海证券交易所上市。2010年1月21日，旗下低压电器板块（正泰电器）在上交所主板挂牌上市，成为中国第一家以低压电器为主业的A股上市公司，也是乐清市首家登陆主板IPO的民营企业。
2015年3月20日，浙江省银监局批复温州民商银行开业。正泰集团为温州民商银行的大股东，南存辉任首任董事长。4月7日，正泰集团、富通集团等8家浙江大型民营龙头企业和工银瑞信共同发起成立浙民投，作为浙江民营企业的投资平台。同年12月，正泰将新能源板块并入上市公司正泰电器。
2019年9月10日，正泰集团在会上发布工业互联网平台“正泰云”，可应用于正泰集团智能制造、智慧能源、智慧家居、智慧水务等各种业务形态。
2021年8月4日，正泰电器累计市值突破1000亿元人民币，成为温州首家市值超千亿元的上市公司。同年，集团年营收首次突破1000亿元人民币。

## 业务概况

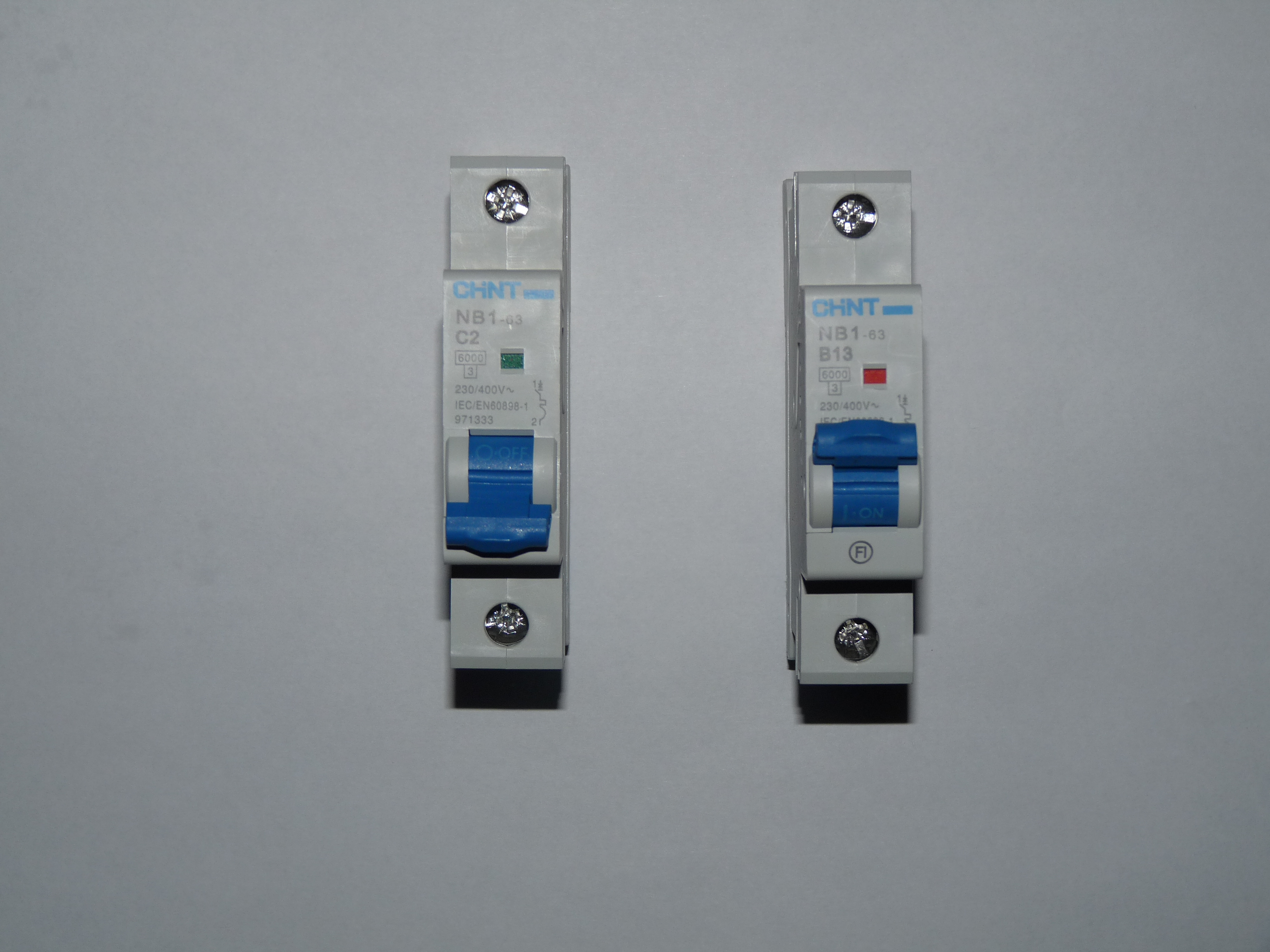
正泰断路器

正泰集团业务以“发电、储电、输电、变电、配电、售电、用电”为一体，拥有智能电气、绿色能源、工控与自动化、智能家居等产业板块。截至2022年，该公司在中国大陆拥有500多家一级经销商，5000多家二级分销商，超过10万家终端渠道；海外业务覆盖140多个国家和地区，设立了北美、欧洲、亚太三大海外研发中心、五大国际营销区域、14家国际子公司、22个国际物流中心，在埃及、泰国、新加坡、马来西亚、越南等多个国家建立工厂，外籍员工2000多名。正泰集团曾先后参与制订和修订行业标准240多项，获2000多项认证证书以及4000余项专利授权。
近年来正泰集团逐步发展光伏业务，以集中式发电业务为主，通过收购与自建光伏电站的方式迅速成长为中国大陆最大的光伏电站投资商。2011年，集团投资24亿元在温州建设光伏产业项目。截至2020年底，正泰已持有5.485吉瓦的中国大陆光伏发电站，而累计在全球投资光伏电站达8吉瓦；正泰电器旗下公司还拥有3.72吉瓦的太阳能电池产能和5.25吉瓦的太阳能组件产能。截至2021年，正泰户用光伏市场占有率位居中国大陆第一位。

## 事件

### 与施耐德间的专利纠纷
自1994年起，施耐德电气三度提出收购正泰股权，但遭到正泰反对，于是施耐德便起诉正泰侵犯知识产权，先后起诉过24次。
2006年8月，正泰集团以专利侵权为由，将施耐德电气低压（天津）有限公司和施耐德经销商告上法庭，要求施耐德停售并销毁5个型号的侵权产品，并提出3.3亿元人民币的索赔。同月底，施耐德向中国国家知识产权局专利复审委员会提出“正泰专利无效”的宣告请求。2007年4月，施耐德在庭审答辩中对此进行重点陈述，认为正泰的专利不具专利性，所披露的技术方案早已在国内外公开，成为公知技术。但国家知识产权局专利复审委员会承认了正泰专利的有效性。2007年9月29日，温州市中级人民法院一审宣判，施耐德赔偿正泰请求的3.3亿元，并停止一切侵权行为。